# Palagio degli Spini
Il palagio degli Spini, o di Motrone, è un edificio storico del contado di Firenze, situato nell'omonima via del Palagio degli Spini, in un isolato tra le vie Giovanni Piantanida e Francesco Basii, nella frazione di Peretola.

## Storia e descrizione
Esisteva qui una fattoria fortificata con casa da signore a pianta poligonale, lungo la strada che conduceva a Prato e Pistoia, che appartenendo ai guelfi Spini fu smantellata dopo la battaglia di Montaperti (1260). Dopo la battaglia di Benevento (1266) fu ricostruita e trasformata in una residenza da villeggiatura. Al tempo di Geri Spini ospitò principi, cardinali e ambasciatori di passaggio. Nel 1326 venne occupata da Castruccio Castracani, quando organizzò un palio sotto le mura di Firenze a sbeffeggiare i cittadini assediati. A fine del XVI secolo venne ristrutturata da Santi di Tito, che dipinse anche una pala d'altare per il vicino oratorio.

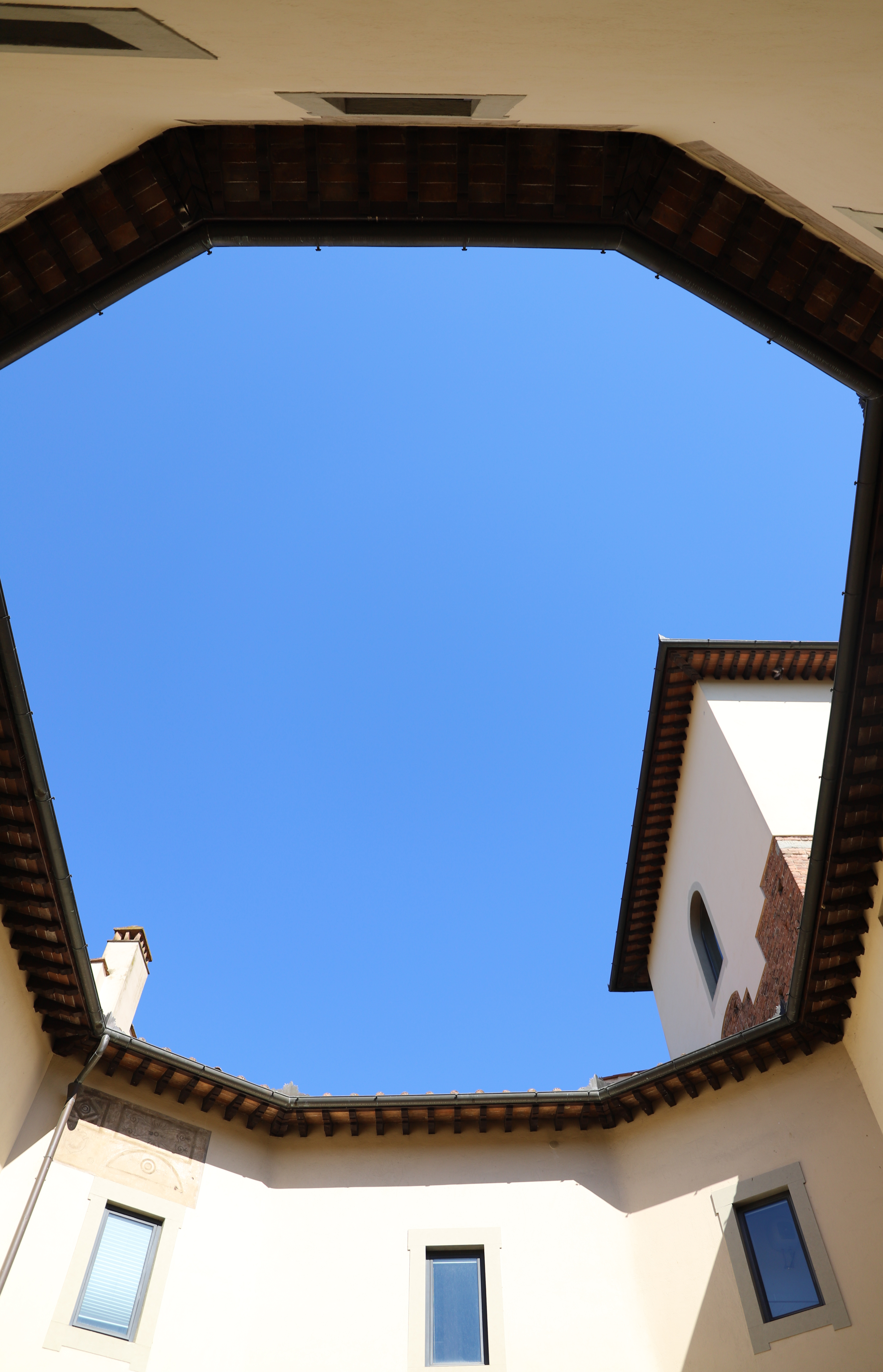
Il cortile ottagonale

Passò poi in eredità alle famiglie Del Tovaglia e Pitti, i quali lo vendettero nel 1837 a Filippo Matteoni, e infine confluì nelle proprietà dei Bargagli-Petrucci. L'ultima proprietaria fu la contessa Angela Riblet.
Nel repertorio di Bargellini Guarnieri (1977-1978) sono documentate le condizioni precarie dell'edificio, che in tempi più recenti è stato invece completamente restaurato e destinato a sede di uffici, oratorio compreso. 
La struttura ha una forma abbastanza singolare, che ricorda più le forme di un castello che di una villa: ha infatti una torretta, da cui si dipana, asimmetricamente, il corpo principale dell'edificio disposto ad anello attorno a un cortile dalla forma di ottagono irregolare. Sul lato opposto alla torre, a guardare i lato sud, si trova il potale manierista del XVI secolo. La struttura in pianta assomiglia a una "D": queste irregolarità dimostrano come vennero inglobate preesitenze più antiche nella villa cinquecentesca.